# Marcin I
Marcin I, (ur. w Todi, Cesarstwo Bizantyńskie; zm. 16 września 655 w Chersonezie Taurydzkim) – święty Kościoła katolickiego i prawosławnego, 74. papież w okresie od 5 lipca 649 do 17 czerwca 655.

## Życiorys
Pochodził z Todi w Umbrii. Był legatem papieża Teodora I w Konstantynopolu. Tam, po zapoznaniu z doktryną monoteletyzmu, stał się jego gorącym przeciwnikiem. Po śmierci Teodora I został wybrany papieżem i przyjął konsekrację, nie czekając na zgodę cesarza Bizancjum Konstansa II. Władcy bizantyjscy rościli sobie wówczas prawo do zatwierdzania biskupów Rzymu. Podrażniony Konstans nie uznał Marcina za prawowitego papieża.
Na październik 649 roku papież Marcin zwołał synod (ogłoszony jeszcze przez jego poprzednika), mający potępić monoteletyzm. Odbył się on na Lateranie z udziałem 105 biskupów zachodnich wspieranych przez dużą grupę przebywających na wygnaniu duchownych greckich. Synod uznał naukę o dwóch wolach Chrystusa, za jedynie poprawną obkładając klątwą monoteletyzm oraz Typos (edykt Konstansa II zakazujący dyskusji na temat liczby woli Chrystusa). Za heretyków uznano patriarchów: konstantynopolitańskich Sergiusza I (już nieżyjącego) i Pyrrusa oraz aleksandryjskiego – Kyrosa z Fazis. Papież podjął działania mające na celu wprowadzenie uchwał synodu w życie: ekskomunikował biskupa Tessaloniki zwolennika, teraz już, herezji monoteletyzmu, a w szczególnie podatnej na doktrynę jednej woli Chrystusa Palestynie mianował nowego legata. Do cesarza wysłał list wzywający go do odrzucenia herezji.
Reakcja Konstansa II była do przewidzenia. Nakazał egzarsze raweńskiemu Olimpiusowi aresztowanie niepokornego biskupa i przywiezienie go do Konstantynopola. Marcin I, wykorzystując osłabienie władzy cesarskiej spowodowane kłótniami w Kościele (w tym czasie, utrzymując kontakty z Marcinem, bizantyjską Afrykę buntował Maksym Wyznawca), doprowadził do buntu urzędnika i ogłoszenia się przez niego cesarzem. Dopiero wysłany z misją pacyfikacyjną nowy egzarcha Teodor Kalliopas uwięził w 653 roku papieża, wręczając jednocześnie 17 czerwca duchownym rzymskim cesarski rozkaz zarzucający Marcinowi bezprawne ogłoszenie się papieżem, składający go z urzędu i zarzucający zdradę stanu.
Przewieziony do Konstantynopola były papież został skazany na karę śmierci za podżeganie Olimpiosa do buntu i udzielaną mu pomoc. Wstawiennictwo patriarchy Pawła II spowodowało zamianę wyroku na wygnanie. W 654 roku Marcina przewieziono na Krym do Chersonezu, gdzie w następnym roku zmarł.
Zwalczany przez papieża Marcina I monoteletyzm został ostatecznie potępiony na III soborze konstantynopolitańskim (680-681).

## Śmierć
Hagiografia poświęcona Marcinowi I kładzie nacisk na jego męczeństwo. Podczas podróży do Konstantynopola chory na podagrę i dyzenterię miał być brutalnie i upokarzająco traktowany. Po ogłoszeniu wyroku został poddany publicznej chłoście. Również później był przetrzymywany w bardzo ciężkich warunkach. Przez Kościół jest uznawany za ostatniego wśród papieży – świętego męczennika.
Jego święto obchodzone jest w Kościele prawosławnym i katolickim 13 kwietnia (do 1969 roku katolicy obchodzili je 12 listopada). W ikonografii przedstawiany jest w papieskim stroju pontyfikalnym z księgą w dłoni.